# Regione del Lemano
La regione del Lemano (in francese Région lémanique, in tedesco Genferseeregion) è una delle sette grandi regioni statistiche della Svizzera.

## Territorio
Il territorio della Regione del Lemano corrisponde ai cantoni di Ginevra, del Vallese e del Vaud.